# 乃渠镇
乃渠镇，原为乃渠乡，是中华人民共和国四川省甘孜藏族自治州九龙县下辖的一个乡镇级行政单位。2019年12月，撤乡设镇，乃渠镇人民政府驻七日村1组26号。

## 行政区划
乃渠镇下辖以下地区：
七日村、水打坝村和烂碉村。